# ルートヴィヒ1世 (プファルツ＝ツヴァイブリュッケン公)
ルートヴィヒ1世（Ludwig I. von Pfalz-Zweibrücken, 1424年 - 1489年7月19日）は、ドイツのプファルツ＝ツヴァイブリュッケン公（在位：1453年 - 1489年）。「黒公（Ludwig der Schwarze）」の異名で呼ばれる。

## 生涯
プファルツ＝ジンメルン＝ツヴァイブリュッケン公シュテファンとその妻のフェルデンツ女伯アンナの間の四男として生まれた。1453年、父が所領を2人の息子フリードリヒとルートヴィヒに譲り、マイゼンハイムに引退したため、ツヴァイブリュッケン公領を統治することになった。
1455年、ルートヴィヒは従兄のプファルツ選帝侯フリードリヒ1世から領土を奪おうと戦争を仕掛け、この争いのためオイサータール修道院（Kloster Eußerthal）が焼き払われた。選帝侯フリードリヒはシュパイヤーとウィッサンブールで兵を集めると、ルートヴィヒに忠誠を誓う都市ベルクツァーベルン（現在のラインラント＝プファルツ州南ヴァインシュトラーセ郡バート・ベルクツァーベルン）を包囲した。ルートヴィヒは都市の包囲解除と引き換えに敗北を認め、選帝侯フリードリヒを宗主（Lehnsherr）と認めた。
ルートヴィヒは黒髪で肌も浅黒かったため、「黒公」と呼ばれた。

## 子女
1454年3月20日にルクセンブルクにおいて、クロイ家のポルシャン伯アントワーヌ1世の娘ジャンヌ・ド・クロイと結婚し、間に12人の子女をもうけた。
- マルガレーテ（1456年 - 1527年） - 1470年、ナッサウ＝ヴィースバーデン＝イトシュタイン伯フィリップと結婚
- カスパー（1458年 - 1527年） - ツヴァイブリュッケン公
- ヨハンナ（1459年 - 1520年） - マリエンブルク修道院の修道女
- アンナ（1461年 - 1520年） - マリエンブルク修道院の修道女
- アレクサンダー（1462年 - 1514年） - ツヴァイブリュッケン公
- ダーフィト（1463年 - 1478年）
- アルブレヒト（1464年 - 1513年） - ストラスブール司教座聖堂参事会員
- カタリーナ（1465年 - 1542年） - トリーアのザンクト・アグネス女子修道院長
- フィリップ（1467年 - 1489年） - ケルン司教座聖堂参事会長
- ヨハン（1468年 - 1513年） - ストラスブールおよびケルン司教座聖堂参事会員
- エリーザベト（1469年 - 1500年） - 1492年、ナッサウ＝ザールブリュッケン伯ヨハン・ルートヴィヒ1世と結婚
- ザムソン（1474年 - 1480年）